# 威廉·布林克曼
威廉·布林克曼（德語：Wilhelm Brinkmann，1910年10月25日—1991年2月12日），德国男子手球运动员。他曾代表德国参加1936年夏季奥林匹克运动会手球比赛，获得一枚金牌，他在其中两场比赛期间有上场。